# Sari Mulya (Kateman)
Sari Mulya is een bestuurslaag in het regentschap Indragiri Hilir van de provincie Riau, Indonesië. Sari Mulya telt 1175 inwoners (volkstelling 2010).